# Olivia Heusslerová
Olivia Heusslerová (nepřechýleně Olivia Heussler; * 18. listopadu 1957 Curych) je švýcarská mezinárodně uznávaná nezávislá fotografka, která je známá svými snímky významných politických, historických a kulturních událostí. Často se věnuje problematice lidských práv, migrace, chudoby a války. Na vlastní pěst prováděla šetření v krizových oblastech, byla aktivní v lidskoprávní problematice a boji proti represi a diskriminaci na několika kontinentech. Její práce jsou zastoupeny ve veřejných i soukromých sbírkách a v různých fotografických knihách a byly vystavovány na mezinárodních výstavách.

## Život
Olivia Heusslerová se narodila v Curychu a vyrůstala v umělecké rodině. Nejprve se stala zdravotní laborantkou a poté fotografkou. Studovala na curyšské umělecké škole ZHdK jako hostující studentka a nějaký čas strávila jako umělecká stipendistka v Paříži. V roce 1978 začala cestovat po světě, v osmdesátých letech 20. století žila v Nikaragui, pracovala také v Izraeli, Palestině, Turecku, východní a západní Evropě, východní a severní Africe a Pákistánu. Ve svých fotoreportážích zachytila hnutí mládeže v Curychu, Nikaraguu během občanské války a míru, situaci Kurdů v Turecku a lidská práva v Latinské Americe.
Je autorkou několika fotoreportážních cyklů a její práce jsou zastoupeny ve veřejných i soukromých sbírkách. Hojně vystavovala v Německu a Švýcarsku, ale také v Londýně, Paříži, New Yorku, Jeruzalémě a Managui. Její fotografie jsou ve stálých sbírkách Švýcarské nadace pro fotografii ve Winterthur, Musée de l'Elysée v Lausanne, Bibliothèque Nationale v Paříži a několika dalších významných evropských sbírkách.
Pracuje na dlouhodobých projektech využívajících různé druhy mediálních forem, jako jsou venkovní kampaně na veřejných billboardech nebo film. Vyučuje studenty fotografie a účastní se fotografických odborných setkání. Žije se svou dcerou ve Curychu.
Filozofií Olivie Heusslerové je dělat fotožurnalistiku jako lidskoprávní práci inspirovanou vlastními podněty, např. jít tam, kam člověk cítí, že musí jít, aby mohl dělat svou práci. Při výběru regionů a lokalit se neřídí pozorností médií, ale cestuje samostatně a často se připojuje ke kolegům jiných profesí, ať už cizincům, nebo místním aktivistům. Tuto metodu použila ve svých nejvíce oceňovaných fotoreportážních cyklech z Kurdistánu, Palestiny a Nikaraguy.

## Dílo
Knižní publikace:
- Out of Jerusalem (Benteli 1993) – fotoreportáž o palestinském Svazu organizací zdravotnické pomoci
- Schichtwechsel (Rotpunktverlag 1996) – pohled na jeden den práce ve Švýcarsku
- Gotthard: Das Hindernis verbindet (Werdverlag 2003) – fotoreportáž o Gotthardské hoře
- The Dream of Solentiname (Zürich 2009) – kniha o Nikaragui v letech 1984 až 2007, autorce se podařilo sestavit nesmírně působivý a mnohotvárný portrét Nikaraguy pokrývající téměř 25 let. Publikace vyšla u příležitosti 30. výročí revoluce a následující rok byla vydána také ve španělštině El sueño de Solentiname (IHNCA-UCA 2010). Snímky doprovázejí texty připomínající deník.[4]
- Sommer 1980 (Zürich 2010) – fotoreportáž o mládežnických nepokojích v Curychu